# Teatro de Christiania

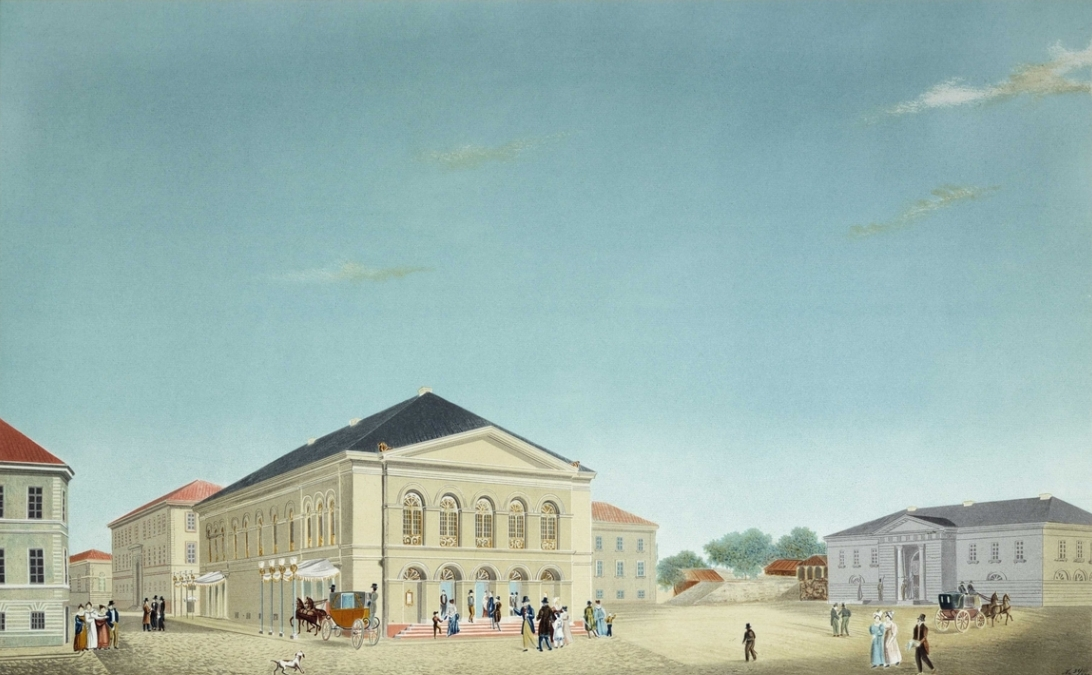
El Teatro Christiania en Bankplassen en Oslo fue diseñado por el arquitecto Christian H. Grosch e inaugurado en 1837.

Christiania Theater fue un teatro en Christiania (la actual Oslo) que se inauguró en Bankplassen cerca de la fortaleza de Akershus en 1837. Originalmente era un establecimiento danés, pero con el tiempo funcionó como una especie de teatro nacional hasta que se inauguró el Nationaltheatret en 1899. El teatro estrenó Peer Gynt en 1876, nueve años después de que la obra fuera publicada. De 1852 a 1862, Christiania también tuvo el Kristiania norske Theater, que tenía un repertorio y un idioma «más noruego».
En 2006, Christiania Teater resurgió como un teatro de espectáculos y entretenimiento en Stortingsgata 16, en las antiguas instalaciones del Det norske teatret (1945–1985) y Filmteateret (1985–2006).

## Historia

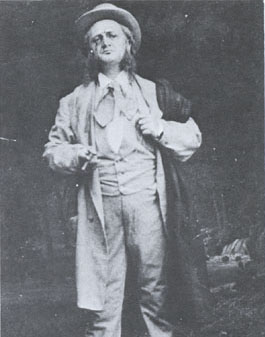
Henrik Klausen (1844-1907) como Peer Gynt en la primera representación en el Teatro Christiania en 1876.

### Nuevo edificio en Bankplassen
Christiania Theater tuvo sus inicios en 1827 fundado por Johan Peter Strömberg. Fue restablecido después de un incendio en 1835 con su propio edificio en Bankplassen cerca de Akershus festning, y la obra inaugural fue el 4 de octubre de 1837 con la obra de Andreas Munch Kong Sverres Ungdom. Todos los actores eran daneses, pero el contenido era nacionalromántico. El idioma del teatro en Noruega ya había sido un tema polémico y estaba involucrado en el más amplio conflicto cultural y político entre Wergeland y Welhaven, donde Wergeland abogaba por actores y lengua noruega en los escenarios noruegos.

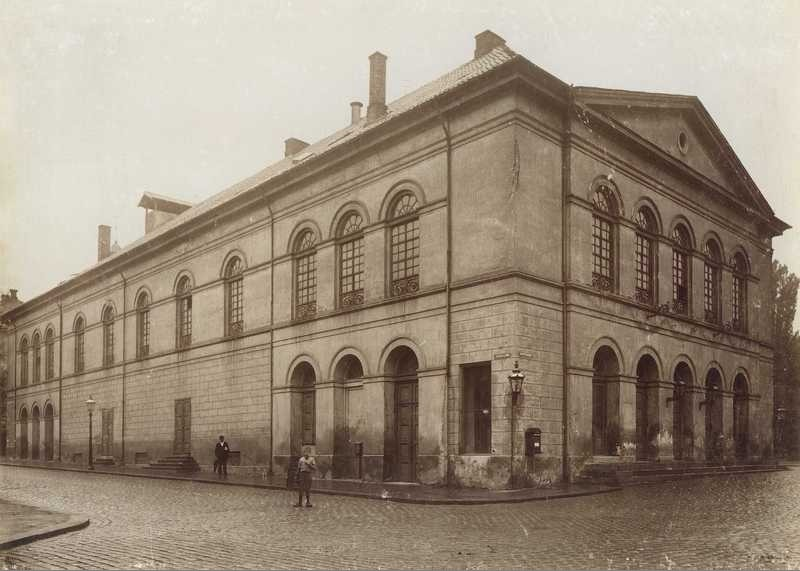
Teatro Christiania, demolido el 10 de diciembre de 1899.

Con el tiempo, a medida que el teatro se fue estableciendo, cada vez más actores noruegos se incorporaron al elenco predominantemente danés, incluidos Johannes Brun y Laura Gundersen.

### La batalla de Campbell en 1838
En enero de 1838, el teatro puso en escena la obra de Wergeland Campbellerne eller den hjemkomne Søn. El estreno transcurrió sin incidentes, pero en la siguiente representación, Noruega tuvo su primera verdadera «batalla teatral».
Comenzó con un concierto de silbidos y terminó con una pelea dentro y fuera del teatro. El concierto de silbidos fue orquestado por la redacción del periódico conservador Den Constitutionelle, que era dirigido por personas cercanas a Welhaven. Pero aparentemente Welhaven no tuvo nada que ver con esta iniciativa, y tampoco estaba presente. La persona y la obra de Wergeland fueron atacadas. La facción de Wergeland triunfó. Pero la batalla teatral, o Campbellerslaget, tuvo un desenlace en Den Constitutionelle. Véase también Dæmringsfeiden.

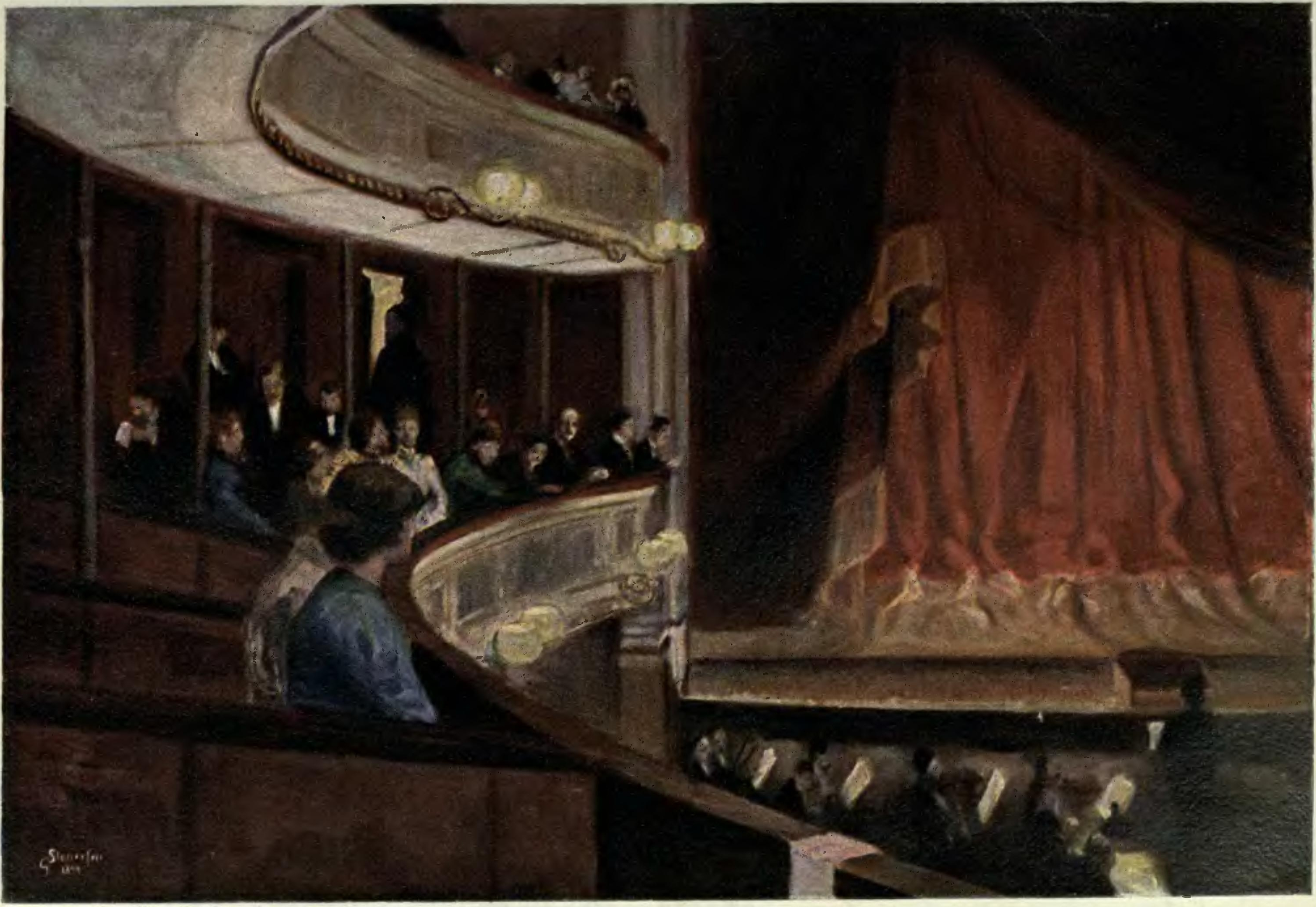
"Teatro En Mellemakt i Christiania" (1899) de Gudmund Stenersen (1863-1934)

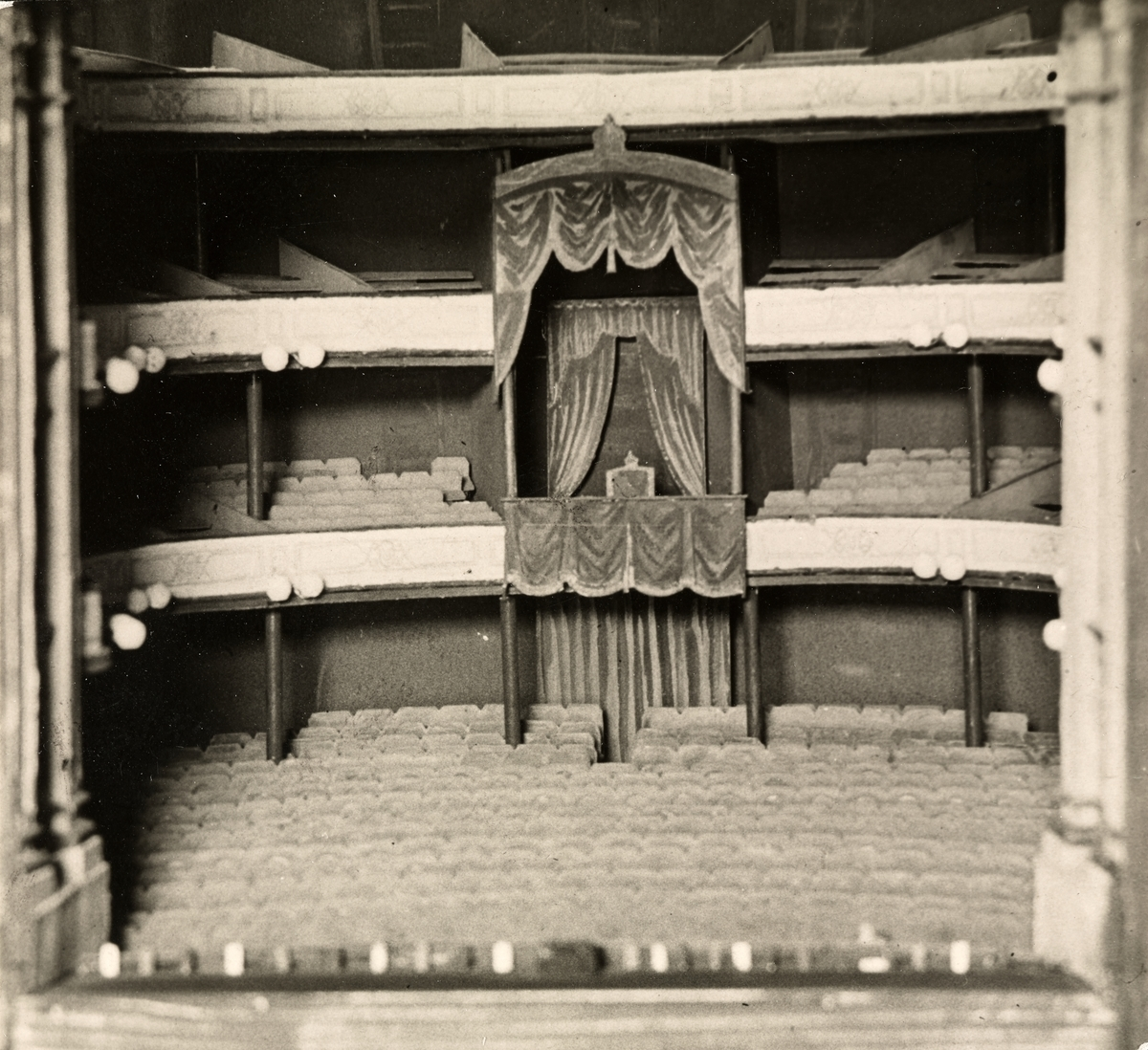
Interior del teatro de 1890

### La batalla teatral de 1856
La siguiente gran batalla teatral tuvo lugar en 1856, con Bjørnstjerne Bjørnson como figura central. Y esta vez, la cuestión era la lucha por los actores noruegos. La dirección del teatro había prometido no contratar a más actores daneses, pero cuando no se cumplió la promesa, hubo un concierto de silbidos. Bjørnstjerne Bjørnson y Jonas Lie apoyaron a los espectadores rebeldes. Ese año, Bjørnson asumió como director del teatro; cargo que ocupó hasta 1867.
También hubo disturbios en 1873 cuando el sueco Ludvig Josephson se convirtió en director del teatro; no se deseaban extranjeros. En este caso también, se dice que Bjørnson estuvo entre los organizadores del concierto de silbidos y las manifestaciones. Los líderes fueron Fjørtoft y Sverdrup (hijo del parlamentario Sverdrup). El farmacéutico Thaulow supuestamente dio 50 boletos de teatro a los «silbadores».(en turco)

### Peer Gynt en escena

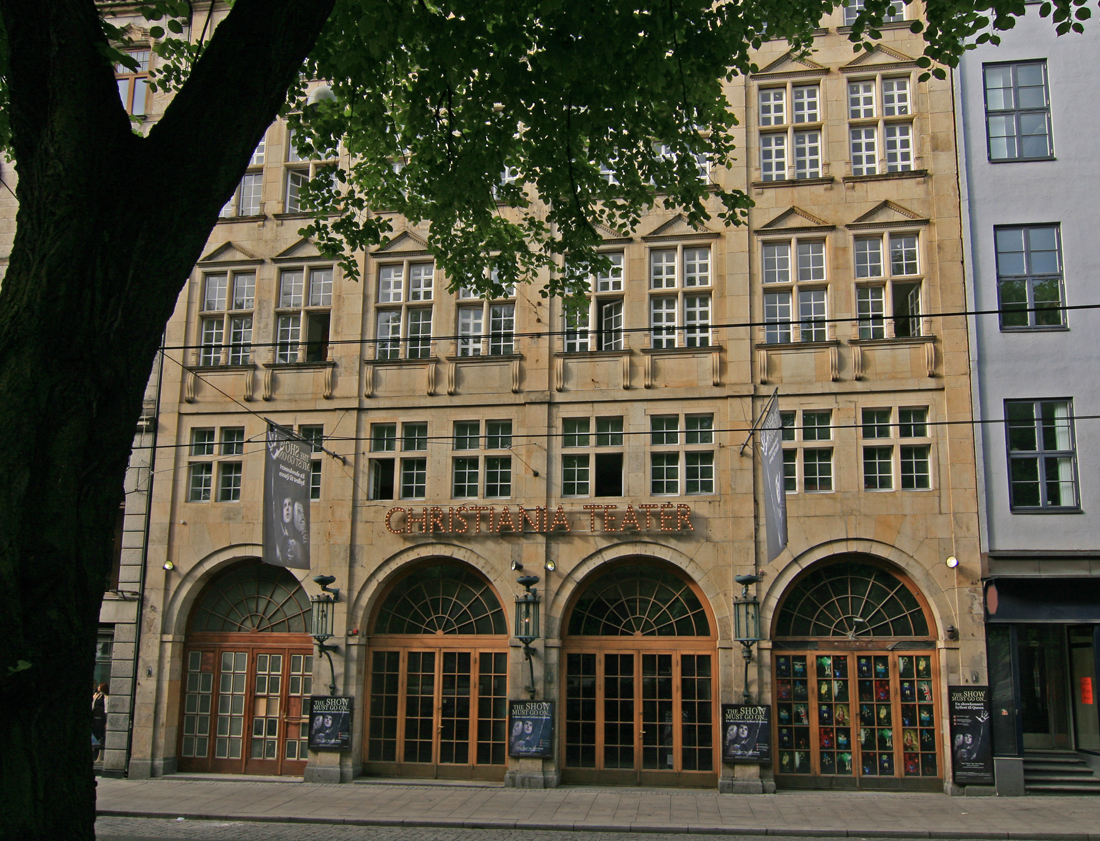
El actual Christiania Teater en Stortingsgata 16

A pesar de la oposición contra el sueco Josephson, fue él quien en 1876 puso en escena el drama de Ibsen Peer Gynt. También fue mérito de Josephson que la obra fuera un gran éxito de público. Otros trabajadores del teatro habían considerado que no era adecuada para el escenario, y por eso había permanecido sin representarse durante muchos años después de su publicación.

### Precursor del Nationaltheatret
El 15 de enero de 1877, mientras el teatro todavía representaba Peer Gynt, estalló un incendio en Christiania Theater. El incendio destruyó las decoraciones de la obra. Los daños del incendio se repararon rápidamente, y Christiania Theater funcionó como una especie de teatro nacional hasta que el Nationaltheatret actual se inauguró el 1 de septiembre de 1899. El edificio donde se encontraba Christiania Theater fue demolido posteriormente para dar paso al edificio de Norges Banks, donde se alojó el Museo de Arte Contemporáneo hasta 2017.

## El teatro en Stortingsgata
En 2006, Christiania Teater resurgió de nombre como un teatro de espectáculos y entretenimiento en Stortingsgata 16, en las antiguas instalaciones del Det Norske Teateret (1945–1985) y Filmteateret (1985–2006). El estreno en las renovadas instalaciones lo realizó POS Theatre Company con la obra TanGhost. La sala de teatro fue restaurada, convirtiéndola en una sala muy flexible, con nuevas sillas y equipamiento técnico de teatro, como sistemas de sonido e iluminación.

## Literatura
- Anker, Øyvind (1958). Johan Peter Strømberg: el hombre detrás del primer teatro público en Noruega. Gundersen.
- Næss, Trine: Christiania Theater cuenta su historia: 1877-1899, Oslo: Novus forlag 2005, ISBN 82-7099-427-8
- Blanc, Tharald: Historia del Christiania Theater, Kristiania: Cappelen 1899
- Lyche, Lise: Historia del teatro de Noruega, Oslo: Tell forlag 1991, ISBN 82-7522-006-8